# Cantón de Claret
El cantón de Claret era una división administrativa francesa, que estaba situada en el departamento de Hérault y la región de Languedoc-Rosellón.

## Composición
El cantón estaba formado por nueve comunas:
- Campagne
- Claret
- Ferrières-les-Verreries
- Garrigues
- Fontanès
- Lauret
- Sauteyrargues
- Vacquières
- Valflaunès

## Supresión del cantón de Claret
En aplicación del Decreto nº 2014-258 de 26 de febrero de 2014, el cantón de Claret fue suprimido el 22 de marzo de 2015 y sus 9 comunas pasaron a formar parte; siete del nuevo cantón de Lodève y dos del nuevo cantón de Lunel.